# Тейлер, Макс
Макс Тейлер (англ. Max Theiler; 30 января 1899, Претория, ЮАР — 11 августа 1972, Нью-Хейвен, Коннектикут, США) — американский вирусолог.

## Биография
Начал изучать медицину в университетском колледже Родса, затем в 1917—1918 годах в Кейптаунском университете, в 1922 году совершенствовался в Лондоне. С 1951 года руководитель лабораторий отдела медицины и здравоохранения Рокфеллеровского фонда (Нью-Йорк) и одновременно (с 1964 года) профессор медицинской школы Йельского университета.

## Основные труды
Основные работы по изучению этиологии амёбной дизентерии, лептоспирозов, японского энцефалита, обезьяньего энцефаломиелита и др.

## Нобелевская премия
Нобелевская премия (1951) за исследования вируса жёлтой лихорадки и создание двух специфических вакцин для иммунизации человека против этой болезни.

## Сочинения
- Studies on action of yellow fever virus in mice, «Annals of tropical medicine and parasitology», 1930, № 24;
- Yellow fever protection test in mice by intracerebral injection, «Annals of tropical medicine and hygiene», 1933, № 27.

## Память
В 1979 году Международный астрономический союз присвоил имя Макса Тейлера кратеру на видимой стороне Луны.